# Héctor Fértoli
Héctor Fértoli (El Trébol, 3 dicembre 1994) è un calciatore argentino, attaccante del Tigre in prestito dal Racing Club.

## Caratteristiche tecniche
È un'ala mancina.

## Carriera
Cresciuto nelle giovanili del Newell's Old Boys, ha esordito in prima squadra il 14 febbraio 2016 in occasione del match perso 2-0 contro il Rosario Central.

## Statistiche

### Presenze e reti nei club
Statistiche aggiornate al 14 luglio 2025.
| Stagione                 | Squadra                  | Campionato               | Campionato | Campionato | Coppe nazionali | Coppe nazionali | Coppe nazionali | Coppe continentali | Coppe continentali | Coppe continentali | Altre coppe | Altre coppe | Altre coppe | Totale | Totale | Totale |
| Stagione                 | Squadra                  | Comp                     | Pres       | Reti       | Comp            | Pres            | Reti            | Comp               | Pres               | Reti               | Comp        | Pres        | Reti        | Pres   | Reti   |        |
| ------------------------ | ------------------------ | ------------------------ | ---------- | ---------- | --------------- | --------------- | --------------- | ------------------ | ------------------ | ------------------ | ----------- | ----------- | ----------- | ------ | ------ | ------ |
| 2016                     | Newell's Old Boys        | PD                       | 8          | 1          | CA              | 2               | 1               | -                  | -                  | -                  | -           | -           | -           | 10     | 2      |        |
| 2016-2017                | Newell's Old Boys        | PD                       | 11         | 3          | CA              | 2               | 0               | -                  | -                  | -                  | -           | -           | -           | 13     | 3      |        |
| 2017-2018                | Newell's Old Boys        | PD                       | 25         | 3          | CA              | 4               | 1               | CS                 | 2                  | 0                  | -           | -           | -           | 31     | 4      |        |
| 2018-gen. 2019           | Newell's Old Boys        | PD                       | 15         | 4          | CA+CdL          | -               | -               | -                  | -                  | -                  | -           | -           | -           | 15     | 4      |        |
| Totale Newell's Old Boys | Totale Newell's Old Boys | Totale Newell's Old Boys | 59         | 11         |                 | 8               | 2               |                    | 2                  | 0                  |             | -           | -           | 69     | 13     |        |
| gen.-giu. 2019           | San Lorenzo              | PD                       | 10         | 0          | CA+CdL          | 1+1             | 0               | CL                 | 5                  | 0                  | -           | -           | -           | 17     | 0      |        |
| 2019-gen. 2020           | San Lorenzo              | PD                       | 2          | 0          | CA              | -               | -               | -                  | -                  | -                  | -           | -           | -           | 2      | 0      |        |
| Totale San Lorenzo       | Totale San Lorenzo       | Totale San Lorenzo       | 12         | 0          |                 | 2               | 0               |                    | 5                  | 0                  |             | -           | -           | 19     | 0      |        |
| 2020                     | Racing Club              | PD                       | 4          | 1          | CA+CdL+CM       | 1+1+6           | 1+0+3           | CL                 | 9                  | 2                  | -           | -           | -           | 21     | 7      |        |
| 2021                     | Racing Club              | PD                       | 0          | 0          | CA+CdL          | 0+3             | 0               | CL                 | 2                  | 0                  | -           | -           | -           | 5      | 0      |        |
| 2021                     | Talleres (C)             | PD                       | 19         | 2          | CA+CdL          | 4+0             | 0               | -                  | -                  | -                  | -           | -           | -           | 23     | 2      |        |
| 2022                     | Talleres (C)             | PD                       | 12         | 0          | CA+CdL          | 3+13            | 0               | CL                 | 8                  | 2                  | -           | -           | -           | 36     | 2      |        |
| Totale Talleres (C)      | Totale Talleres (C)      | Totale Talleres (C)      | 31         | 2          |                 | 20              | 0               |                    | 8                  | 2                  |             | -           | -           | 59     | 4      |        |
| 2023                     | Racing Club              | PD                       | 6          | 0          | CA+CdL          | 0               | 0               | CL                 | 1                  | 0                  | SI          | 0           | 0           | 7      | 0      |        |
| Totale Racing Club       | Totale Racing Club       | Totale Racing Club       | 10         | 1          |                 | 11              | 4               |                    | 12                 | 2                  |             | 0           | 0           | 33     | 7      |        |
| 2023                     | Huracán                  | PD                       | -          | -          | CA+CdL          | 3+12            | 1+0             | -                  | -                  | -                  | -           | -           | -           | 15     | 1      |        |
| 2024                     | Huracán                  | PD                       | 24         | 4          | CA+CdL          | 5+14            | 0               | -                  | -                  | -                  | -           | -           | -           | 43     | 4      |        |
| Totale Huracán           | Totale Huracán           | Totale Huracán           | 24         | 4          |                 | 34              | 1               |                    | -                  | -                  |             | -           | -           | 58     | 5      |        |
| 2025                     | Tigre                    | PD                       | 14         | 1          | CA              | 2               | 0               | -                  | -                  | -                  | -           | -           | -           | 16     | 1      |        |
| Totale carriera          | Totale carriera          | Totale carriera          | 150        | 19         |                 | 77              | 7               |                    | 27                 | 4                  |             | 0           | 0           | 254    | 30     |        |

## Palmarès

### Competizioni nazionali
- Supercopa Internacional: 1

Racing Club: 2022